# Pyrrhogyra catharina
Pyrrhogyra catharina är en fjärilsart som beskrevs av Otto Staudinger 1886. Pyrrhogyra catharina ingår i släktet Pyrrhogyra och familjen praktfjärilar. Inga underarter finns listade.